# Dólar de Fiji
O dólar de Fiji, de nome oficial, ou dólar fijiano, é a moeda que circula em Fiji desde 1969, além de já ter circulado entre os anos de 1867 e 1873. Seu símbolo monetário é FJ$. Subdivide-se em cêntimos.

## História
Fiji seguiu o padrão da África do Sul, Austrália e Nova Zelândia, pois quando adotou o sistema decimal, decidiu usar a unidade de meia libra em vez da unidade de conta libra. A escolha do nome dólar foi motivada pelo fato de que o valor reduzido da nova unidade correspondia mais de perto ao valor do dólar americano do que à libra esterlina.

### Segundo dólar (1969–presente)
O dólar foi reintroduzido em 15 de janeiro de 1969, substituindo a libra fijiana a uma taxa de 1 libra = 2 dólares, ou 10 xelins = FJ$1. Apesar de Fiji ser uma república desde 1987.
Em novembro de 2012, o Banco Central de Fiji eliminou a figura da rainha Isabel II das suas moedas e anunciou a inclusão de desenhos da fauna e flora da nação.